# C/2012 K6 (Макнота)
C/2012 K6 (Макнота) — одна з довгоперіодичних комет. Відкрита 27 травня 2012 року Робертом Макнотом. На момент відкриття мала зоряну величину 18,4.